# Eau Claire (Michigan)
Eau Claire è un villaggio degli Stati Uniti d'America, situato nello Stato del Michigan, nella contea di Berrien.